# Thomas Eugene Kurtz
Thomas Eugene Kurtz (Oak Park, Illinois, 22 de febrero de 1928-Lebanon, Nuevo Hampshire, 12 de noviembre de 2024) fue un científico de la computación estadounidense. Fue codesarrollador del lenguaje de programación BASIC (el Dartmouth BASIC) en 1964 junto con John George Kemeny.

## Biografía
Thomas Eugene Kurtz nació el 22 de febrero de 1928 en Oak Park, Illinois. Hijo de Oscar Christ Kurtz, quien trabajaba para Lions Clubs International, editando una publicación interna y luego supervisando el desarrollo de membresía, y Helen (Bell) Kurtz, ama de casa. 
Thomas se graduó en el Knox College de Galesburg, Illinois, en 1950.En 1951, la primera experiencia de Kurtz en la informática fue un curso de verano sobre análisis numérico en UCLA. Sus intereses incluyeron el análisis numérico, la estadística y la informática desde entonces.
Kurtz se graduó en la Universidad de Princeton en el año 1956 como estadista y entró en el Departamento de Matemáticas de Dartmouth en ese mismo año. 
Entre 1963 y 1964, Kurtz y John G. Kemeny,
presidente del departamento de matemáticas de Dartmouth, desarrollaron la primera versión del Dartmouth Time-Sharing System, un sistema de tiempo compartido de uso en universidades, que  sustituyó al sistema en el que una persona tenía que reservar tiempo para utilizar el ordenador y cederlo antes de que la siguiente persona pudiera utilizarlo. Posteriormente este trabajo serviría como base para crear el lenguaje de programación BASIC (por sus siglas en inglés "Beginner’s All-Purpose Symbolic Instruction Code"), un lenguaje de programación de alto nivel diseñado para facilitar su uso, que podía utilizarse con el sistema de tiempo compartido.
Entre 1966 y 1975 Kurtz fue director de la Kiewit Computation Center en Dartmouth, y entre 1975 y 1978 fue director de oficina de la Academia de informática. A continuación Kurtz volvió a dedicarse plenamente a impartir clases como profesor de matemáticas, haciendo énfasis en la estadística y en la informática.
Kurtz fue Presidente y miembro del consejo de administración de EDUCOM, de la misma manera que lo fue en NERComP. También fue miembro del comité de dirección en el proyecto 'CONDUIT' y en la conferencia en la instrucción de la informática. 
En 1991, la sociedad de informática IEEE premió a Kurtz con el IEEE Computer Pioneer Award y en 1994 fue instalado como un compañero (Fellow) de la Association for Computing Machinery.